# 八木ひとみ
八木 ひとみ（やぎ ひとみ、1985年8月1日 - ）は、フリーアナウンサー。元山口朝日放送の女性アナウンサー。現在はTBSスパークル（旧：キャスト・プラス）所属。血液型はA型。身長160cm。

## 来歴
岡山県岡山市出身。香川大学卒。テレビ朝日アスク出身。2008年に山口朝日放送（yab）に入社し2010年12月までアナウンサーとして活動。
2011年1月末にyabを退社後、同年7月「キャスト・プラス 番組キャスターオーディションVol.1」に応募し合格。キャスト・プラスの所属となる。同年10月からはTBSニュースバードのキャスターとなり、2014年8月まで務めた。
2014年9月から2017年3月まで日経CNBCのキャスターを務めた。
2017年4月8日から2018年3月24日までNHK BS1にて、『経済フロントライン』のキャスターを務めた。
2018年3月26日よりBSジャパン（現・BSテレビ東京）にて、『日経モーニングプラス』（現・日経モーニングプラスFT）のメインキャスター。
2022年5月より産休に入り、7月に第1子（性別非公表）を出産。同年9月より活動を再開。
2024年4月1日より、『日経ニュース プラス9』（BSテレビ東京）のメインキャスター。同年7月1日から『NIKKEI NEWS NEXT』（同）のメインキャスター。

## 出演番組

### 現在
- NIKKEI NEWS NEXT（2024年7月1日 - 、BSテレビ東京）
- カブりつき・マーケット情報局（2018年4月6日 - 2022年5月、9月9日 - 、ラジオNIKKEI第1放送）
- ラジオ情熱ラボ〜ビジネスの先に〜（2021年10月 - 2022年6月26日、9月11日 - 、ニッポン放送）

### 過去

#### 山口朝日放送時代
- yabニュース
- ステーションY
- Jチャンやまぐち
- 青い空が好きっ! - 進行役
- MIDNIGHT JAM
- 全国おもしろニュースグランプリ2010（2010年12月31日）[3]

#### フリー後
- TBSニュース（TBSラジオ）日曜日、不定期担当
- TBSニュースバードキャスター（2011年10月 - 2014年8月）[4]
- 日経CNBC（2014年9月1日 - 2017年3月31日）[5]
- 情報ミックスバラエティ パズル（2016年9月29日 - 2017年3月23日、文化放送） - 木曜パーソナリティ
- 経済フロントライン（2017年4月8日 - 2018年3月24日、NHK BS1）[6]
- 世界は今 JETROグローバル・アイ（2019年4月 - 2021年3月、日経CNBC）
- 長尾一洋 孫子であきない話→長尾一洋 ラジオde経営塾）（2020年4月 - 2022年5月31日、文化放送） - アシスタント
  - 番組リニューアルから2ヶ月で、同番組に関しては産休入りに伴い降板となった。
- 日経モーニングプラス→日経モーニングプラスFT（2018年3月26日 - 2022年5月27日、9月6日 - 2024年3月29日、BSジャパン→BSテレビ東京）
- 日経ニュース プラス9（2024年4月1日 - 2024年6月28日、BSテレビ東京）

## その他
- 「（株）おいでませ山口県」発足発表会（2012年11月9日、東京・丸ビルホール）MC担当[7]